# Worst Case Scenario (album, Red Five Point Star)
Worst Case Scenario je tretji studijski album slovenske ska-rock skupine Red Five Point Star, ki je prvič izšel leta 2011 pri ameriški založbi Megalith Records in kmalu za tem še pri slovenski založbi Kapa Records za evropski trg.
Priložnost za ameriško izdajo je skupina dobila po več skupnih nastopih s skupino The Toasters, katere frontman Robert »Bucket« Hingley je ustanovitelj založbe Megalith Records. Ta je Red Five Point Star opazil že po prvem skupnem nastopu leta 2005 na Metelkovi; sledilo je še več skupnih nastopov, album pa je izšel ob skupni turneji po jugovzhodu ZDA oktobra 2011. Zaradi usmerjenosti na ameriški trg je večina skladb v angleškem jeziku, le dve – »Trbowska« in »Nova revolucija« – imata slovensko besedilo.
Motivika skladb je sicer družbenokritična in črpa iz socialnega okolja Trbovelj, od koder izvira skupina. Besedila in naslov ter grafična podoba albuma, ki prikazuje pusto, siromašno pokrajino, tvorijo kontrast s poskočnim in melodičnim ritmom skaja v glasbeni podlagi.
Slovenskemu občinstvu so album prvič predstavili s koncertom v Gala Hali (Metelkova) 24. novembra 2011.

## Seznam skladb
Uradno je na albumu enajst skladb, pri čemer pa je v 11. sledi na CD-ju skrita še 12. skladba, priredba »Englishman in New York« angleškega glasbenika Stinga. Na ovitku je zamenjan vrstni red skladb »Life For Life« in »Worst Case Scenario«.
Avtor večine skladb je Uroš Grahek, razen kjer je označeno.
| Št. | Naslov                             | Dolžina |
| --- | ---------------------------------- | ------- |
| 1.  | „Trbowska‟                         | 2:46    |
| 2.  | „Life For Life‟                    | 3:44    |
| 3.  | „Worst Case Scenario‟              | 4:03    |
| 4.  | „The Contender‟ (M. L. Daniels)    | 3:28    |
| 5.  | „My Own Way‟                       | 2:47    |
| 6.  | „Nova revolucija‟                  | 3:24    |
| 7.  | „Mustang‟                          | 2:42    |
| 8.  | „Social Security‟ (Robert Hingley) | 2:54    |
| 9.  | „Incomprehensible‟                 | 4:07    |
| 10. | „When I'm Smiling‟                 | 3:05    |
| 11. | „Decisions‟                        | 9:10    |